# Olympische Winterspiele 2018/Skilanglauf – Einzel-Sprint (Männer)
Der Skilanglauf-Sprint der Männer im klassischen Stil bei den Olympischen Winterspielen 2018 fand am 13. Februar 2018 im Alpensia Cross-Country Skiing Centre statt. Olympiasieger wurde der Norweger Johannes Høsflot Klæbo. Durch ein Photofinish entschied Federico Pellegrino aus Italien den Kampf um die Silbermedaille gegen den Russen Alexander Bolschunow zu seinen Gunsten. Der Österreicher Dominik Baldauf, der Este Karel Tammjärv sowie der Kasache Alexei Poltoranin wurden nachträglich wegen Doping disqualifiziert.

## Daten
- Datum: 13. Februar 2018, 18:15 Uhr (Qualifikation), 20:25 Uhr (Finale)
- Streckenlänge: 1381 m
- Höhenunterschied: 27 m
- Maximalanstieg: 25 m
- Totalanstieg: 53 m
- 80 Teilnehmer aus 39 Ländern, davon 79 in der Wertung

## Ergebnisse
- Q – Qualifikation für die nächste Runde
- LL – Lucky Loser
- PF – Photo Finish
- DSQ – Disqualifikation

### Qualifikation
| Platz | #  | Sportler                | Land                             | Zeit (min) | Anmerkung |
| ----- | -- | ----------------------- | -------------------------------- | ---------- | --------- |
| 01    | 09 | Ristomatti Hakola       | Finnland                         | 3:08,54    | Q         |
| 02    | 19 | Johannes Høsflot Klæbo  | Norwegen                         | 3:08,73    | Q         |
| 03    | 05 | Alexander Bolschunow    | Olympische Athleten aus Russland | 3:10,20    | Q         |
| 04    | 27 | Maicol Rastelli         | Italien                          | 3:11,32    | Q         |
| 05    | 12 | Teodor Peterson         | Schweden                         | 3:11,55    | Q         |
| 06    | 22 | Alexander Panschinski   | Olympische Athleten aus Russland | 3:11,63    | Q         |
| 07    | 13 | Oskar Svensson          | Schweden                         | 3:12,02    | Q         |
| 08    | 30 | Viktor Thorn            | Schweden                         | 3:12,19    | Q         |
| 09    | 16 | Federico Pellegrino     | Italien                          | 3:13,18    | Q         |
| 10    | 01 | Calle Halfvarsson       | Schweden                         | 3:13,27    | Q         |
| 11    | 17 | Pål Golberg             | Norwegen                         | 3:13,71    | Q         |
| 12    | 08 | Emil Iversen            | Norwegen                         | 3:14,36    | Q         |
| 13    | 25 | Alexei Wizenko          | Olympische Athleten aus Russland | 3:14,56    | Q         |
| 14    | 25 | Marko Kilp              | Estland                          | 3:15,05    | Q         |
| 15    | 32 | Sebastian Eisenlauer    | Deutschland                      | 3:15,06    | Q         |
| 16    | 11 | Jovian Hediger          | Schweiz                          | 3:15,86    | Q         |
| 17    | 07 | Eirik Brandsdal         | Norwegen                         | 3:15,95    | Q         |
| 18    | 02 | Simeon Hamilton         | Vereinigte Staaten               | 3:16,13    | Q         |
| 19    | 04 | Baptiste Gros           | Frankreich                       | 3:16,27    | Q         |
| 20    | 10 | Iivo Niskanen           | Finnland                         | 3:16,37    | Q         |
| 21    | 45 | Thomas Bing             | Deutschland                      | 3:16,66    | Q         |
| 22    | 14 | Lauri Vuorinen          | Finnland                         | 3:16,69    | Q         |
| 23    | 06 | Martti Jylhä            | Finnland                         | 3:16,79    | Q         |
| 24    | 51 | Peter Mlynár            | Slowakei                         | 3:16,82    | Q         |
| 25    | 39 | Len Väljas              | Kanada                           | 3:17,11    | Q         |
| 26    | 41 | Aljaksandr Woranau      | Belarus                          | 3:17,12    | Q         |
| 27    | 53 | Kamil Bury              | Polen                            | 3:17,15    | Q         |
| 28    | 03 | Richard Jouve           | Frankreich                       | 3:17,69    | Q         |
| 29    | 34 | Erik Bjornsen           | Vereinigte Staaten               | 3:17,69    | Q         |
| 30    | 33 | Raido Ränkel            | Estland                          | 3:17,88    |           |
| 31    | 15 | Alex Harvey             | Kanada                           | 3:17,95    |           |
| 32    | 29 | Miha Šimenc             | Slowenien                        | 3:17,95    |           |
| 33    | 20 | Lucas Chanavat          | Frankreich                       | 3:18,46    |           |
| 34    | 52 | Jesse Cockney           | Kanada                           | 3:18,54    |           |
| 35    | 21 | Andrew Newell           | Vereinigte Staaten               | 3:19,36    |           |
| 36    | 26 | Maciej Staręga          | Polen                            | 3:19,42    |           |
| 37    | 60 | Ueli Schnider           | Schweiz                          | 3:19,47    |           |
| 38    | 50 | Mirco Bertolina         | Italien                          | 3:20,07    |           |
| 39    | 38 | Stefan Zelger           | Italien                          | 3:20,      |           |
| 40    | 44 | Logan Hanneman          | Vereinigte Staaten               | 3:20,74    |           |
| 41    | 58 | Aleš Razým              | Tschechien                       | 3:21,05    |           |
| 42    | 47 | Modestas Vaičiulis      | Litauen                          | 3:21,10    |           |
| 43    | 18 | Andrew Young            | Großbritannien                   | 3:21,50    |           |
| 44    | 46 | Janez Lampič            | Slowenien                        | 3:22:03    |           |
| 45    | 59 | Alin Florin Cioancă     | Rumänien                         | 3:22,22    |           |
| 46    | 37 | Andrei Melnitschenko    | Olympische Athleten aus Russland | 3:22,27    |           |
| 47    | 56 | Kim Magnus              | Südkorea                         | 3:22,36    |           |
| 48    | 35 | Erwan Käser             | Schweiz                          | 3:22,48    |           |
| 49    | 43 | Denis Wolotka           | Kasachstan                       | 3:22,52    |           |
| 50    | 36 | Luis Stadlober          | Österreich                       | 3:23,01    |           |
| 51    | 46 | Russell Kennedy         | Kanada                           | 3:23,37    |           |
| 52    | 71 | Isak Stianson Pedersen  | Island                           | 3:24,57    |           |
| 53    | 62 | Andrej Segeč            | Slowakei                         | 3:24,84    |           |
| 54    | 63 | Mark Chanloung          | Thailand                         | 3:26,12    |           |
| 55    | 55 | Miroslav Rypl           | Tschechien                       | 3:27,46    |           |
| 56    | 68 | Wesselin Zinsow         | Bulgarien                        | 3:28,19    |           |
| 57    | 40 | Michal Novák            | Tschechien                       | 3:28,33    |           |
| 58    | 61 | Miroslav Šulek          | Slowakei                         | 3:28,74    |           |
| 59    | 70 | Thomas Maloney Westgård | Irland                           | 3:29,16    |           |
| 60    | 57 | Indulis Bikše           | Lettland                         | 3:30,53    |           |
| 61    | 67 | Mantas Strolia          | Litauen                          | 3:31,11    |           |
| 62    | 42 | Phillip Bellingham      | Australien                       | 3:31,54    |           |
| 63    | 54 | Wang Qiang              | Volksrepublik China              | 3:31,56    |           |
| 64    | 65 | Ádám Kónya              | Ungarn                           | 3:31,84    |           |
| 65    | 75 | Jordan Tschutschuganow  | Bulgarien                        | 3:32,62    |           |
| 66    | 66 | Edi Dadić               | Kroatien                         | 3:33,17    |           |
| 67    | 48 | Oleksij Krassowskyj     | Ukraine                          | 3:33,40    |           |
| 68    | 73 | Hamza Dursun            | Türkei                           | 3:36,53    |           |
| 69    | 74 | Mikajel Mikajeljan      | Armenien                         | 3:37,40    |           |
| 70    | 69 | Andrij Orlyk            | Ukraine                          | 3:39,18    |           |
| 71    | 80 | Apostolos Angelis       | Griechenland                     | 3:47,10    |           |
| 72    | 72 | Damir Rastić            | Serbien                          | 3:50,65    |           |
| 73    | 78 | Sattar Seid             | Iran                             | 3:56,08    |           |
| 74    | 77 | Ömer Ayçiçek            | Türkei                           | 3:57,91    |           |
| 75    | 76 | Tariel Dscharkymbajew   | Kirgisistan                      | 4:05,99    |           |
| 76    | 79 | Stavre Jada             | Mazedonien                       | 4:23,85    |           |
|       | 64 | Sun Qinghai             | Volksrepublik China              | DSQ        |           |
|       | 24 | Alexei Poltoranin       | Kasachstan                       | DSQ        |           |
|       | 23 | Dominik Baldauf         | Österreich                       | DSQ        |           |
|       | 49 | Karel Tammjärv          | Estland                          | DSQ        |           |

### Viertelfinale

#### Viertelfinale 1
| Platz | Setzp. | Sportler               | Land               | Zeit (min) | Anmerkung |
| ----- | ------ | ---------------------- | ------------------ | ---------- | --------- |
| 1     | 02     | Johannes Høsflot Klæbo | Norwegen           | 3:11,09    | Q         |
| 2     | 05     | Teodor Peterson        | Schweden           | 3:12,23    | Q         |
| 3     | 29     | Richard Jouve          | Frankreich         | 3:12,40    |           |
| 4     | 30     | Erik Bjornsen          | Vereinigte Staaten | 3:12,72    |           |
| 5     | 04     | Maicol Rastelli        | Italien            | 3:14,38    |           |
|       | 13     | Alexei Poltoranin      | Kasachstan         | DSQ        |           |

#### Viertelfinale 2
| Platz | Setzp. | Sportler            | Land     | Zeit (min) | Anmerkung |
| ----- | ------ | ------------------- | -------- | ---------- | --------- |
| 1     | 09     | Federico Pellegrino | Italien  | 3:10,55    | Q         |
| 2     | 11     | Pål Golberg         | Norwegen | 3:11,07    | Q         |
| 3     | 10     | Calle Halfvarsson   | Schweden | 3:11,95    | PF        |
| 4     | 15     | Marko Kilp          | Estland  | 3:12,00    | PF        |
| 5     | 18     | Eirik Brandsdal     | Norwegen | 3:18,25    |           |
| 6     | 28     | Kamil Bury          | Polen    | 3:25,79    |           |

#### Viertelfinale 3
| Platz | Setzp. | Sportler             | Land                             | Zeit (min) | Anmerkung |
| ----- | ------ | -------------------- | -------------------------------- | ---------- | --------- |
| 1     | 03     | Alexander Bolschunow | Olympische Athleten aus Russland | 3:08,45    | Q         |
| 2     | 01     | Ristomatti Hakola    | Finnland                         | 3:09,41    | Q         |
| 3     | 21     | Iivo Niskanen        | Finnland                         | 3:12,20    |           |
| 4     | 17     | Jovian Hediger       | Schweiz                          | 3:14,25    |           |
| 5     | 27     | Aljaksandr Woranau   | Belarus                          | 3:14,95    |           |
| 6     | 08     | Viktor Thorn         | Schweden                         | 3:17,33    |           |

#### Viertelfinale 4
| Platz | Setzp. | Sportler              | Land                             | Zeit (min) | Anmerkung |
| ----- | ------ | --------------------- | -------------------------------- | ---------- | --------- |
| 1     | 07     | Oskar Svensson        | Schweden                         | 3:08,77    | Q         |
| 2     | 12     | Emil Iversen          | Norwegen                         | 3:10,21    | Q         |
| 3     | 26     | Len Väljas            | Kanada                           | 3:10,87    | LL        |
| 4     | 06     | Alexander Panschinski | Olympische Athleten aus Russland | 3:11,15    | LL        |
| 5     | 23     | Peter Mlynár          | Slowakei                         | 3:15,77    |           |
| 6     | 16     | Sebastian Eisenlauer  | Deutschland                      | 3:16,22    |           |

#### Viertelfinale 5
| Platz | Setzp. | Sportler        | Land                             | Zeit (min) | Anmerkung |
| ----- | ------ | --------------- | -------------------------------- | ---------- | --------- |
| 1     | 24     | Martti Jylhä    | Finnland                         | 3:17,46    | Q         |
| 2     | 20     | Baptiste Gros   | Frankreich                       | 3:18,62    | Q, PF     |
| 3     | 22     | Thomas Bing     | Deutschland                      | 3:18,64    | PF        |
| 4     | 19     | Simeon Hamilton | Vereinigte Staaten               | 3:27,89    |           |
| 5     | 14     | Alexei Wizenko  | Olympische Athleten aus Russland | 3:30,72    |           |
| 6     | 23     | Lauri Vuorinen  | Finnland                         | 3:33,13    |           |

### Halbfinale

#### Halbfinale 1
| Platz | Setzp. | Sportler               | Land                             | Zeit (min) | Anmerkung |
| ----- | ------ | ---------------------- | -------------------------------- | ---------- | --------- |
| 1     | 02     | Johannes Høsflot Klæbo | Norwegen                         | 3:06,01    | Q         |
| 2     | 09     | Federico Pellegrino    | Italien                          | 3:06,17    | Q         |
| 3     | 03     | Alexander Bolschunow   | Olympische Athleten aus Russland | 3:06,63    | LL        |
| 4     | 11     | Pål Golberg            | Norwegen                         | 3:07,24    | LL        |
| 5     | 05     | Teodor Peterson        | Schweden                         | 3:11,02    |           |
| 6     | 06     | Alexander Panschinski  | Olympische Athleten aus Russland | 3:19,05    |           |

#### Halbfinale 2
| Platz | Setzp. | Sportler          | Land       | Zeit (min) | Anmerkung |
| ----- | ------ | ----------------- | ---------- | ---------- | --------- |
| 1     | 01     | Ristomatti Hakola | Finnland   | 3:09,93    | Q         |
| 2     | 07     | Oskar Svensson    | Schweden   | 3:10,61    | Q         |
| 3     | 26     | Len Väljas        | Kanada     | 3:13,91    |           |
| 4     | 12     | Emil Iversen      | Norwegen   | 3:14,09    |           |
| 5     | 24     | Martti Jylhä      | Finnland   | 3:14,93    |           |
| 6     | 20     | Baptiste Gros     | Frankreich | 3:27,44    |           |

### Finale
| Platz | Setzp. | Sportler               | Land                             | Zeit (min) | Anmerkung |
| ----- | ------ | ---------------------- | -------------------------------- | ---------- | --------- |
| 1     | 02     | Johannes Høsflot Klæbo | Norwegen                         | 3:05,75    |           |
| 2     | 09     | Federico Pellegrino    | Italien                          | 3:07,09    | PF        |
| 3     | 03     | Alexander Bolschunow   | Olympische Athleten aus Russland | 3:07,11    | PF        |
| 4     | 11     | Pål Golberg            | Norwegen                         | 3:09,56    |           |
| 5     | 07     | Oskar Svensson         | Schweden                         | 3:13,48    |           |
| 6     | 01     | Ristomatti Hakola      | Finnland                         | 3:26,47    |           |